# Liste der Kardinalskreierungen Nikolaus’ II.
Papst Nikolaus II. (1058–1061) kreierte in seinem Pontifikat 13 Kardinäle.

## 6. März 1059
- Gilbert, Kardinalbischof von Frascati, † um 1062
- Desiderius, Kardinalpriester von Santa Cecilia, ab 24. Mai 1086 Papst Viktor III., † 16. September 1087
- Hildebrand von Sovana, Kardinaldiakon von Santa Maria in Domnica, ab 22. April 1073 Papst Gregor VII., † 25. Mai 1085 (in der Verbannung)
- Oderisius, Kardinaldiakon (Titel unbekannt), später (1087) Abt von Montecassino, † 2. Dezember 1105

## 1060
- Bruno, Kardinalbischof von Palestrina, † um 1065
- Gregor, Kardinalbischof (von Velletri?), † nach 1062/1073
- Bonifaz, Kardinalbischof von Gabio, † nach 30. September 1061
- Landolfo, Kardinalpriester (Titelkirche unbekannt), † nach Oktober 1071
- Johannes, Kardinalpriester (Titelkirche unbekannt), † um 1080
- Guido, Kardinalpriester von Ss. Silvestro e Martino, † vor 1073
- Bernardo, Kardinaldiakon, von Gregor VII. 1073 zum Legaten in Böhmen ernannt, † nach 1. Dezember 1086

## 1061
- Gaudentius, Kardinalpriester von Sant’Anastasia, † nach 1064
- Giovanni Minutus, Kardinalpriester von Santa Maria in Trastevere, später (1073) Bischof von Labico (?)[2], † nach 8. Juli 1089